# L'ultimo petalo
L'ultimo petalo (in russo Последний лепесток?, traslitterato: Poslednij lepestok) è un cortometraggio d'animazione sovietico del 1977 realizzato dallo studio Sojuzmul'tfil'm di Mosca e diretto da Roman Kačanov.
La trama si basa sulla fiaba Tsvetik-semitsvetik scritta da Valentin Petrovič Kataev nel 1940, dalla quale la Sojuzmul'tfil'm aveva già tratto un film d'animazione nel 1948, Il fiore fatato.

## Trama
La piccola Jenny (Zhenya nell'originale) si reca in città per acquistare dei bagel. Al parco incontra Victor (Vitya nell'originale), un ragazzino che passa tutto il suo tempo seduto su una panchina a leggere. Jenny si vanta con lui di saper leggere le insegne dei negozi, ma quando Victor la corregge gentilmente, lei lo schernisce dandogli del "sapientone". Dopo aver comprato i bagel, la bimba viene derubata da un cane, che Jenny insegue fino alla sua casa. La padrona del cane, un'anziana signora gentile, per ripagarla le regala un fiore multicolore con sette petali. Ogni petalo, dopo che è stato strappato, può esaudire un desiderio. Poco dopo il giardino si trasforma in un parco giochi e la casa della signora diventa una casa giocattolo. 
Resasi conto di essersi persa, Jenny usa il primo petalo per tornare a casa assieme ai bagel. A casa, rompe accidentalmente il vaso preferito di sua madre e usa il secondo petalo per aggiustarlo. Al parco, Jenny incontra un gruppo di bambini che stanno giocando ad organizzare un viaggio per il Polo Nord. Ma quando Jenny chiede loro se può giocare anche lei, questi non la vogliono. Jenny usa allora il terzo petalo per recarsi al polo nord, salvo poi usarne un quarto per tornare indietro, dopo aver scoperto che al polo fa troppo freddo per lei. Al parco Jenny viene tentata da tutti i giocattoli con cui giocano i bambini, e usa dunque il quinto petalo per desiderare tutti i giocattoli del mondo. La piazza inizia a riempirsi di giocattoli di tutti i tipi, che cominciano ad inseguire Jenny per tutta la città, fin sopra al tetto di casa sua. Jenny usa il sesto petalo per farli sparire. 
Al che la bambina si domanda come potrebbe spendere il suo ultimo desiderio. A questo punto Jenny scopre che Victor sta sempre seduto non perché non abbia voglia di giocare, ma perché è costretto a camminare con delle stampelle. Jenny usa così il suo ultimo desiderio per fare guarire il ragazzo. Il film si chiude con Jenny e Victor che giocano a rincorrersi.

## Distribuzione
Il film è stato distribuito nell'Unione Sovietica il 12 luglio 1977. In Italia è stato trasmesso da Rai 3 nel 1999 con una diversa colonna sonora, come episodio della serie TV americana Storie della mia infanzia. È stato pubblicato dalla Avo Film all'interno del DVD di Cenerentola, abbinato a Quando i desideri diventano realtà.